# Janina Schoenbrenner
Janina Schoenbrenner ew. Schönbrenner (ur. 2 września 1902 w Łodzi, zm. 6 listopada 1985 w Warszawie) – polska historyk.

## Życiorys
Studiowała historię na Uniwersytecie Warszawskim (1921-1925). W okresie międzywojennym pracowała w szkolnictwie średnim w Warszawie. W okresie okupacji zaangażowana w tajne nauczanie. Po II wojnie światowej pracowała w szkolnictwie średnim w Łodzi i Warszawie. Od 1950 była członkiem PZPR. Autorka wielu podręczników historii napisanych z pozycji marksistowskich. W latach 1956–1958 była aspirantką Instytutu Nauk Społecznych przy Komitecie Centralnym PZPR. W 1961 uzyskała doktorat na UW na podstawie pracy napisanej pod kierunkiem Żanny Kormanowej. Autorka rozpraw i artykułów z dziedziny historii oświaty. Jego grób znajduje się na cmentarzu ewangelicko-augsburskim w Warszawie (aleja C, grób 66).

## Wybrane publikacje
- Dzisiaj i dawniej na ziemiach polskich: historja Polski dla 5-ej klasy szkoły powszechnej, Warszawa: „Biblioteka Polska” 1934 (wiele wydań).
- Dzisiaj i dawniej na ziemiach polskich: historja Polski dla 6-ej klasy szkoły powszechnej, Warszawa: „Biblioteka Polska” 1934 (wiele wydań).
- Obrazki z dziejów Polski: podręcznik do nauki historii dla 6 kl. szkół powszechnych drugiego stopnia. Kurs A, Warszawa: „Biblioteka Polska” 1938.
- (współautor: Halina Evert-Kappesowa), Wyprawy krzyżowe (krucjaty), Katowice: „Czytelnik” 1947.
- (współautor: Gryzelda Missalowa), Historia Polski: materiały pomocnicze dla kl. 4, z. 1-3, Warszawa: Państwowe Zakłady Wydawnictw Szkolnych 1950-1951.
- (współautor: Gryzelda Missalowa), Historia Polski, Warszawa: Państwowe Zakłady Wydawnictw Szkolnych 1951 (wiele wydań).
- Poradnik dla nauczyciela historii w kl. IV: wskazówki metodyczne o Historii Polski G. Missalowej i J. Schoenbrenner, Warszawa: Państwowe Zakłady Wydawnictw Szkolnych 1952.
- (współautor: Maria Dłuska), Historia dla kl. 4, Warszawa: Państwowe Zakłady Wydawnictw Szkolnych 1953 (wiele wydań).
- Walka o demokratyczną szkołę polską w latach 1918–1922, Warszawa: Państwowe Zakłady Wydawnictw Szkolnych 1963.
- Historia Polski: r. 2 sem. 3 i 4, Warszawa: Komórka Wydawnicza przy I Studium Nauczycielskim 1966 (wiele wydań).
- Komentarz do przydziału pracy z historii Polski dla słuchaczy Wydziałów Zaocznych w Studiach Nauczycielskich, Warszawa: Komórka Wydawnicza przy 1 Studium Nauczycielskim 1966.
- Historia Polski: r. 1 sem. 1, Warszawa: Komórka Wydawnicza przy I Studium Nauczycielskim 1967.
- Historia Polski: r. 1, sem. 1 i 2, Warszawa: Komórka Wydawnicza przy I Studium Nauczycielskim 1968.
- Historia Polski: r. 1, sem. 1 i 2: kierunek: historia z wychowaniem obywatelskim, Warszawa: Komórka Wydawnicza przy I Studium Nauczycielskim 1969.